# Мути (Рим)
Мути је насеље у Италији у округу Рим, региону Лацио.
Према процени из 2011. у насељу је живело 53 становника. Насеље се налази на надморској висини од 162 м.